# Jonas Mattsson
Jonas Mattsson, född 5 juli 1972 i Katarina församling i Stockholm, är en svensk journalist.
Mattsson växte upp i Enskede och är son till arkitekterna Gunnar Mattsson och Ebba Mattsson samt dotterson till generalen Stig Norén.
Han var chefredaktör för Modern Psykologi 2014–2021. År 2018 blev han vice vd för Vetenskapsmedia som utöver Modern Psykologi ger ut Språktidningen och producerar Kemisk tidskrift, Allkemi och Skolporten. 2021 blev han vd och chefredaktör för Forskning & Framsteg. Tillsammans med Simon Kyaga gav han 2022 ut boken Ekvilibrium – om sambandet mellan kreativitet och galenskap.